# Seznam vojaških osebnosti (seznami)
Predloga:MilPersonsTOC

## A
- seznam admiralov -
- seznam afganistanskih generalov -
- seznam albanskih generalov -
- seznam ameriških admiralov -
- seznam ameriških generalov -
- poimenski seznam ameriških generalov -
- seznam ameriških letalskih asov druge svetovne vojne -
- seznam ameriških letalskih asov prve svetovne vojne -
- seznam ameriških letalskih asov vietnamske vojne -
- seznam angleških admiralov -
- seznam angleških generalov -
- seznam argentinskih generalov -
- seznam avstralskih admiralov -
- seznam avstralskih generalov -
- seznam avstrijskih admiralov -
- seznam avstrijskih generalov -
- seznam avstrijskih maršalov -
- seznam avstro-ogrskih letalskih asov prve svetovne vojne -

## B
- seznam belgijskih generalov -
- seznam belgijskih letalskih asov druge svetovne vojne -
- seznam belgijskih letalskih asov prve svetovne vojne -
- seznam beloruskih generalov -
- seznam bolgarskih generalov -
- seznam bolgarskih letalskih asov druge svetovne vojne -
- seznam bošnjaških generalov -
- seznam brazilskih generalov -
- seznam brazilskih maršalov -
- seznam britanskih admiralov -
- seznam britanskih generalov -
- seznam britanskih maršalov -
- seznam burmskih generalov -
- seznam burskih generalov -

## Č
- seznam čečenskih generalov -
- seznam čeških generalov -
- seznam čilskih generalov -
- seznam črnogorskih admiralov -
- seznam črnogorskih generalov -

## D
- seznam danskih generalov -

## E
- seznam egiptovskih generalov -
- seznam egiptovskih letalskih asov arabsko-izraelskih vojn -
- seznam estonskih generalov -

## F
- seznam finskih generalov -
- seznam finskih maršalov -
- seznam francoskih admiralov -
- seznam francoskih generalov -
- seznam francoskih letalskih asov druge svetovne vojne -
- seznam francoskih letalskih asov prve svetovne vojne -
- seznam francoskih maršalov -

## G
- seznam generalov Konfederacije ameriških držav -
- seznam generalov Kontinentalne vojske -
- seznam generalov Kopenske vojske ZDA -
- seznam generalov Korpusa mornariške pehote ZDA -
- seznam generalov Slonokoščene obale -
- seznam generalov Vojnega letalstva ZDA -
- seznam generalov -
- seznam grških generalov -
- seznam grških maršalov -
- seznam gruzijskih generalov -

## H
- seznam hrvaških admiralov -
- seznam hrvaških generalov -

## I
- seznam indijskih generalov -
- seznam iranskih generalov -
- seznam iraških generalov -
- seznam irskih admiralov -
- seznam irskih generalov -
- seznam italijanskih generalov -
- seznam italijanskih letalskih asov prve svetovne vojne -
- seznam italijanskih maršalov -
- seznam izraelskih generalov -

## J
- seznam japonskih admiralov -
- seznam japonskih generalov -
- seznam jordanskih generalov -
- seznam jugoslovanskih generalov -
- seznam južnoafriških generalov -

## K
- seznam kamboških generalov -
- seznam kanadskih admiralov -
- seznam kanadskih generalov -
- seznam kanadskih letalskih asov korejske vojne -
- seznam kitajskih generalov -
- seznam kitajskih letalskih asov korejske vojne -
- seznam kongoških generalov -
- seznam korejskih generalov -

## L
- seznam latvijskih generalov -
- seznam letalskih asov -
- seznam letalskih asov arabsko-izraelskih vojn -
- seznam letalskih asov druge svetovne vojne -
- seznam letalskih asov indijsko-pakistanskih vojn -
- seznam letalskih asov kitajsko-japonske vojne -
- seznam letalskih asov korejske vojne -
- seznam letalskih asov po številu zračnih zmag -
- seznam letalskih asov prve svetovne vojne -
- seznam letalskih asov španske državljanske vojne -
- seznam letalskih asov vietnamske vojne -
- seznam letalskih asov Združenega kraljestva prve svetovne vojne -
- seznam liberijskih generalov -
- seznam libijskih generalov -
- seznam litvanskih generalov -

## M
- seznam madžarskih generalov -
- seznam makedonskih generalov -
- seznam mehiških generalov -

## N
- seznam nemških admiralov -
- seznam nemških feldmaršalov druge svetovne vojne -
- seznam nemških generalov -
- seznam nemških letalskih asov prve svetovne vojne -
- seznam nemških maršalov -
- seznam nigerijskih generalov -
- seznam nizozemskih admiralov -
- seznam nizozemskih generalov -
- seznam norveških admiralov -
- seznam norveških generalov -
- seznam nosilcev spominskega znaka ob deseti obletnici vojne za Slovenijo -
- seznam novozelandskih generalov -

## O
- seznam ostrostrelcev -

## P
- seznam pakistanskih generalov -
- seznam pakistanskih letalskih asov indijsko-pakistanskih vojn -
- seznam perujskih generalov -
- seznam poljskih generalov -
- seznam poljskih maršalov -
- seznam portugalskih generalov -

## R
- seznam romunskih generalov -
- seznam ruandskih generalov -
- seznam ruskih admiralov -
- seznam ruskih generalov -
- seznam ruskih letalskih asov prve svetovne vojne -

## S
- seznam severnokorejskih letalskih asov korejske vojne -
- seznam sirijskih generalov -
- seznam sirskih letalskih asov arabsko-izraelskih vojn -
- seznam slovaških generalov -
- seznam slovenskih admiralov -
- seznam slovenskih generalov -
- Seznam slovenskih obrambnih, vojaških, letalskih in pomorskih atašejev -
- seznam sodobnih letalskih asov -
- seznam sovjetskih admiralov -
- seznam sovjetskih generalov -
- seznam srbskih admiralov -
- seznam srbskih generalov -
- seznam škotskih generalov -

## Š
- seznam španskih admiralov -
- seznam španskih generalov -
- seznam švedskih generalov -
- seznam švicarskih generalov -

## T
- seznam turških generalov -

## U
- seznam ukrajinskih generalov -

## V
- seznam venezuelskih generalov -
- seznam vietnamskih generalov -
- seznam vietnamskih letalskih asov vietnamske vojne -

## Z
- seznam zimbabvejskih generalov -